# Oxira robusta
Oxira robusta är en fjärilsart som beskrevs av Charles Boursin 1948. Oxira robusta ingår i släktet Oxira och familjen nattflyn. Inga underarter finns listade i Catalogue of Life.